# Бока-Дел-Мар
Статистически обособленная местность Бока-Дел-Мар расположена в штате Флорида, на юго-востоке США.

## География
По данным Бюро переписи населения США статистически обособленная местность Бока-Дел-Мар имеет общую площадь в 10,36 квадратных километров, водных ресурсов в черте населённого пункта не имеется.
Статистически обособленная местность Бока-Дел-Мар расположена на высоте 4 м над уровнем моря.

## Демография
По данным переписи населения 2000 года в Бока-Дел-Мар проживало 21 832 человека, 5662 семьи, насчитывалось 10 911 домашних хозяйств и 12 009 жилых домов. Средняя плотность населения составляла около 2107,34 человека на один квадратный километр. Расовый состав населённого пункта распределился следующим образом: 94,43 % белых, 1,23 % — чёрных или афроамериканцев, 0,05 % — коренных американцев, 1,88 % — азиатов, 0,03 % — выходцев с тихоокеанских островов, 1,32 % — представителей смешанных рас, 1,06 % — других народностей. Испаноговорящие составили 8,16 % от всех жителей статистически обособленной местности.
Из 10911 домашних хозяйств в 16,5 % воспитывали детей в возрасте до 18 лет, 42,2 % представляли собой совместно проживающие супружеские пары, в 7,4 % семей женщины проживали без мужей, 48,1 % не имели семей. 39,9 % от общего числа семей на момент переписи жили самостоятельно, при этом 17,1 % составили одинокие пожилые люди в возрасте 65 лет и старше. Средний размер домашнего хозяйства составил 1,95 человек, а средний размер семьи — 2,60 человек.
Население статистически обособленной местности по возрастному диапазону по данным переписи 2000 года распределилось следующим образом: 14,4 % — жители младше 18 лет, 6,3 % — между 18 и 24 годами, 27,3 % — от 25 до 44 лет, 24,4 % — от 45 до 64 лет и 27,6 % — в возрасте 65 лет и старше. Средний возраст жителей составил 47 лет. На каждые 100 женщин в Бока-Дел-Мар приходилось 83,0 мужчин, при этом на каждые сто женщин 18 лет и старше приходилось 79,2 мужчин также старше 18 лет.
Средний доход на одно домашнее хозяйство статистически обособленной местности составил 52 335 долларов США, а средний доход на одну семью — 69 531 доллар. При этом мужчины имели средний доход в 49 013 долларов США в год против 35 485 долларов среднегодового дохода у женщин. Доход на душу населения статистически обособленной местности составил 52 335 долларов в год. 1,7 % от всего числа семей в населённом пункте и 4,3 % от всей численности населения находилось на момент переписи населения за чертой бедности, при этом 2,5 % из них были моложе 18 лет и 3,3 % — в возрасте 65 лет и старше.